# Kasato Maru
Kasato Maru Kasato Maru (笠戸丸) foi o navio que, em 1908, transportou o primeiro grupo de imigrantes japoneses vinculados ao acordo estabelecido entre o Brasil e o Japão.

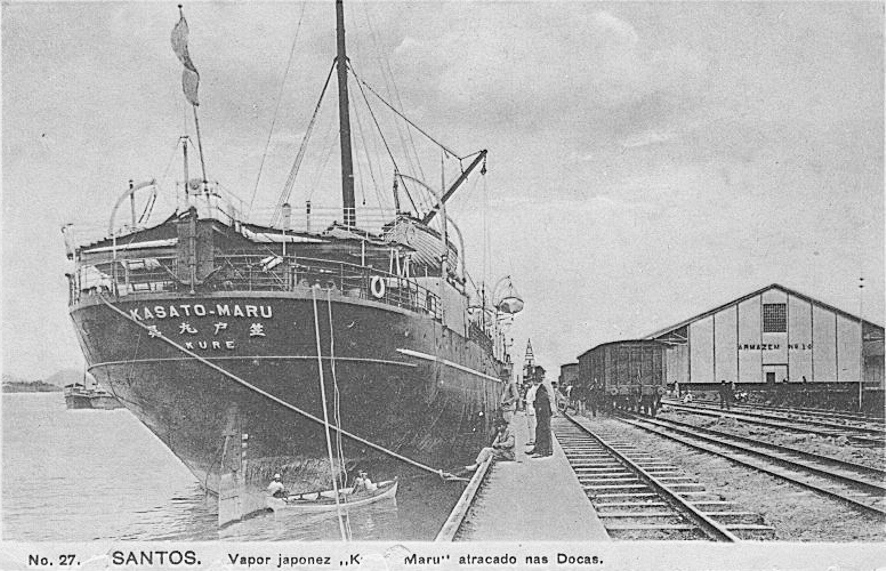
Kasato Maru no porto de Santos em 1908.

## História

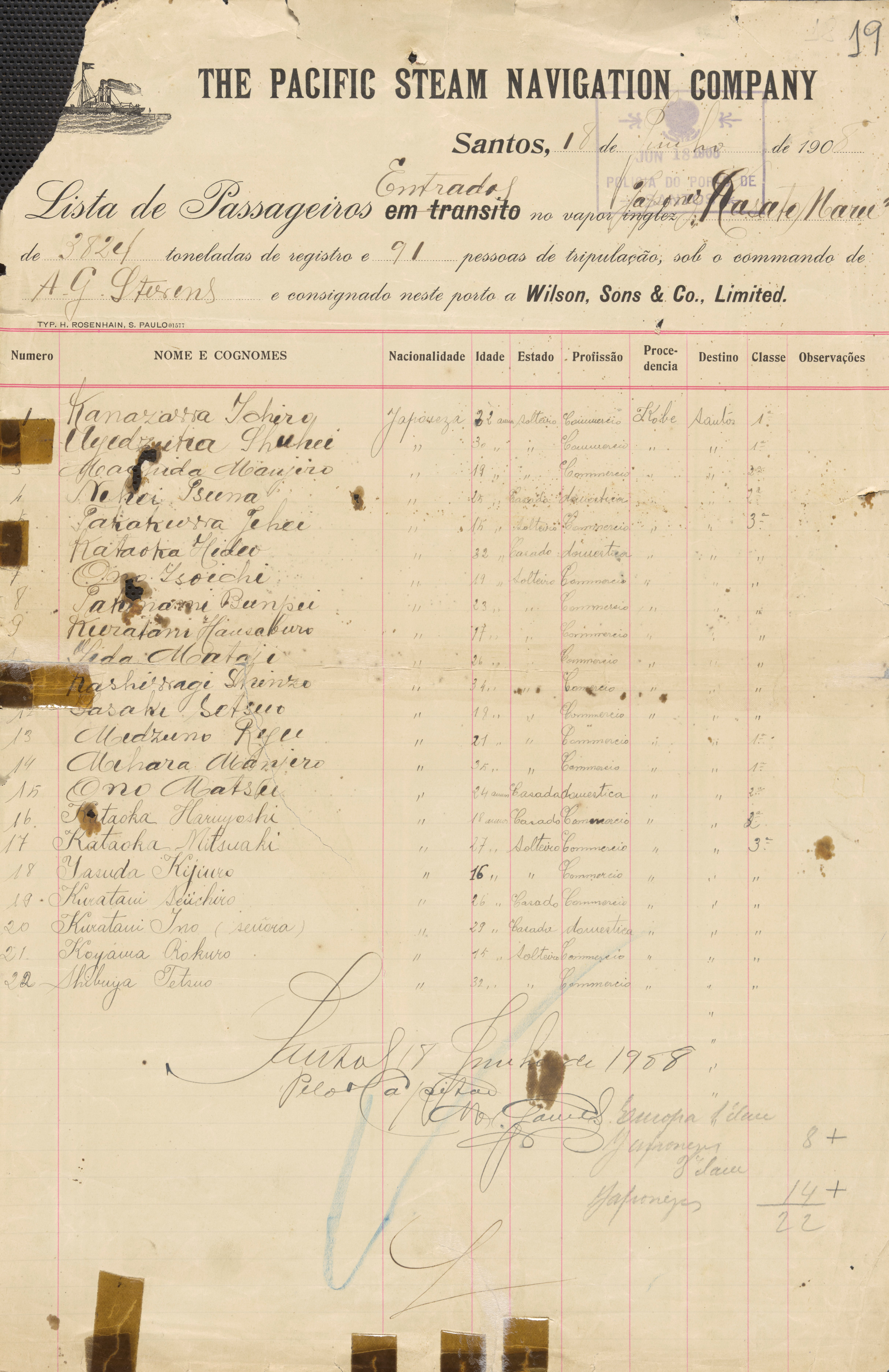
Primeira página da lista de passageiros do Kasato Maru, trazendo os primeiros imigrantes japoneses para o Brasil. Documento sob guarda do Arquivo Nacional.

O Kasato Maru foi originalmente um navio russo chamado Kazan que foi utilizado como navio-hospital durante a Guerra Russo-Japonesa. No final da guerra, passou para os japoneses como indenização de guerra ou capturado. Foi adaptado para ser navio de passageiros e transportou os soldados que tinham combatido na Manchúria de volta para o Japão.
Em seguida, passou a ser utilizado para transporte de imigrantes japoneses para o Havaí, em 1906, e para o Peru e o México, em 1907.
Em 1908, trouxe o primeiro grupo oficial de imigrantes japoneses para o Brasil. A viagem começou no porto de Kobe e terminou, 52 dias depois, no Porto de Santos em 18 de Junho de 1908. Vieram 165 famílias (781 pessoas) que foram trabalhar nos cafezais do oeste paulista.
Alguns imigrantes japoneses chegaram ao Brasil antes do Kasato Maru, e até chegaram a fundar uma colônia agrícola na fazenda Santo Antônio, no atual município de Conceição de Macabu (então distrito de Macaé), no estado do Rio de Janeiro. Entretanto, foi a chegada deste primeiro grupo trazido pelo Kasato Maru que iniciou um fluxo contínuo de imigração de japoneses para o Brasil.
Depois de algum tempo, Kasato Maru foi transformado em navio cargueiro e ainda voltou ao Brasil uma segunda e última vez, em 1917, transportando cargas a serviço da Osaka Shosen Kaisha (OSK) Line.
Em 1942 foi requisitado pela Marinha Imperial do Japão e passou a fazer parte da esquadra japonesa na Segunda Guerra Mundial como navio cargueiro. No dia 9 de agosto de 1945, foi bombardeado por três aviões soviéticos das 11h15 às 14h30. Afundou a seguir no mar de Bering nas águas russas próximas da Península de Kamchatka. Está atualmente submerso a uma profundidade de 18 metros e em bom estado de conservação.

## Expedição de resgate
Pretende-se realizar uma expedição para recuperar algumas de suas peças como as duas âncoras, que pesam cerca de nove toneladas cada uma, o leme e o sino, para serem expostas em museus brasileiros. A Marinha brasileira se dispôs a participar da operação e aguarda autorização do governo russo.
Em fevereiro de 2016, o jornal Folha de S.Paulo informou que, em julho do mesmo ano, uma equipe da Sociedade Geográfica Russa mergulharia no local de seu naufrágio para resgatar peças ainda preservadas. Para convencer os envolvidos, foi necessário dar um caráter biológico e climatológico à operação, ou seja, possibilitar que ela fosse útil para estudar a biologia marinha local e os efeitos do aquecimento global, em vez de ser apenas uma expedição para recuperação de artefatos históricos. Após serem expostas em Moscou e outras cidades russas, eles iriam para o Brasil em 2017. O destino final delas não é certo, mas provavelmente a maior parte ficará nos estados de São Paulo e Paraná, por terem recebido o maior número de imigrantes.